# Comment va la douleur ?

Comment va la douleur ? est un téléfilm français réalisé par François Marthouret et diffusé le 13 mai 2011 sur France 2.

## Fiche technique
- Réalisateur : François Marthouret
- Scénariste : Sylvie Simon
- Date de diffusion : 13 mai 2011 sur France 2
- Durée : 92 minutes
- Genre : drame

## Distribution
Sauf indication contraire, les informations mentionnées dans cette section peuvent être confirmées par la base de données cinématographiques IMDb,  présente dans la section « Liens externes ».
- Bernard Le Coq : Simon
- Thomas Coumans : Bernard
- Pauline Étienne : Fiona
- Catherine Mouchet : Rose
- Christine Murillo : Anaïs
- Jérémy Briffa : Kevin
- Pasquale D'Inca : Patron de café
- Michèle Fabre : Madame Bornay
- David Faure : Le tueur
- Lise Maussion : Serveuse hôtel restaurant
- Cédric Monnet : Le serveur

## Récompense
- Meilleure adaptation pour Sylvie Simon au Festival de la fiction TV de La Rochelle 2010[1].